# أسيوط لتكرير البترول
أسيوط لتكرير البترول أو (بالإنجليزية: ASORC - Assiut Oil Refining Co)‏ هي إحدى شركات قطاع البترول المصري، والتي تأسست عام 1984 لتغطية احتياجات جنوب الوادى من المنتجات البترولية.
تم بدء تشغيل الوحدة عام 1987 بطاقة 2.5 مليون طن / سنه وتم رفع الطاقة الإنتاجية إلى 5 ملايين طن / سنه بعد ان تم إضافة وحدة تكرير جديدة تم تشغيلها في أكتوبر 2002.
تم بناء الشركة بأيدى مصرية 100% حيث تم التصميم بواسطة شركة إنبي والتنفيذ بواسطة شركة بتروجيت تحت إشراف العاملين بشركة أسيوط لتكرير البترول.
وفى عام 2021 تم افتتاح مجمع انتاج البنزين عالى الأوكتان والذى يغطى احتياجات الصعيد من البنزين عالى الجودة 95 و92.

## نشاط الشركة
- تكرير وتصنيع البترول

## إنتاج الشركة
المنتجات
- البنزين: ٨٠ - ٩٢ - ٩٥
- البوتاجاز: للإستخـدامات المنزلية
- كيروسين: للإستخدامات المنزلية
- السـولار: وقود لمحطات الكهرباء ووسائل النقل
- المازوت
- نافتا
- ترباين
- وقود طائرات: Jet P5 - Jet A1

## رؤساء الشركة
- كيميائي/ ماجد الكردي.[1]
- كيميائي/ محمود الشابوري.[2]
- كيميائي/ جمال القرعيش.[3]
- مهندس/ ناجي كساب.[4]
- مهندس/ محمد علام.[5]
- مهندس/ باز مصطفى صقر.[6]
- مهندس/ محمد شعيب.[7]
- مهندس/ محمد عقيل.[8]
- مهندس/ إبراهيم العزب.[9]
- مهندس/ سعد أبو ستة.[10]
- مهندس/ كمال عثمان.[11]
- مهندس/ أحمد بدوي صقر.[12]
- مهندس/ سعيد أباظة.[13]